# لژ بزرگ
لژ بزرگ (به انگلیسی: Grand Lodge یا Grand Orient) یا عنوان‌های مشابه به مرجع حاکم بر بدنه یک گروه یا سازمان برادری گفته می‌شود که محدوده تسلط آن معمولاً یک شهرستان، ایالت یا کشور را فرا می‌گیرد.

## لژ بزرگ در فراماسونری
لژ بزرگ به مرجعی گفته می‌شود که در یک قلمرو جغرافیایی مشخص به صورت نمادین بر بدنه فراماسونری آن منطقه تسلط داشته و وظیفه هماهنگی امور جامعه ماسونی که در اصطلاح به آن پیشه‌وری یا لژ آبی گفته شود را عهده‌دار است. اولین لژ بزرگ‌سال ۱۷۱۷ در انگلستان تحت عنوان لژ بزرگ لندن و وست مینستر تأسیس شد؛ که خیلی زود بنام لژ بزرگ انگلستان نام گرفت. رئیس یک لژ بزرگ استاد اعظم نام داشته و به هر کدام از متصدیان لژ بزرگ نیز پسوند اعظم تعلق می‌گیرد. بسیاری از لژهای بزرگ اروپایی به عنوان یک لایه، بین لژهای استانها و اعضای آن‌ها قرار گرفته‌اند. در ایالات متحده آمریکا لژهای بزرگ اغلب محدوده تحت پوشش خود را به بخش و منطقه تقسیم کرده‌اند.
هیچ مرجع یا مرکزی برای نظارت بر لژهای بزرگ سراسر دنیا وجود ندارد. از این رو سیاست‌های لژهای بزرگ ممکن است با یکدیگر متفاوت بوده و در یک چارچوب مشترک قرار نگیرد. لژهای بزرگ با وجود عدم وجود یک سازمان مادر، براساس آیین برادری با یکدگیر مرتبط بوده و باهم معاشرت دارند.

### قلمرو
قلمر یک لژ بزرگ حاکم بر جامعه ماسونی، در یک محدوده دارای نظام و حکومتی مدنی تعریف و مشخص می‌شود. هر لژ بزرگ قوانین و مقرارت قلمر خود را به صورت جداگانه تعریف و تدوین می‌کند. اگر قوانین دو یا چند لژ بزرگ در قلمروهای مختلف منطبق با اصول و قواعد ماسونی باشد، این لژها یکدیگر را به رسمیت شناخته و بین آن‌ها مودت، به معنای مشروع دانستن طرف مقابل بر قرار می‌شود. این مودت به فراماسون‌های ساکن قلمروهای مختلف اجازه می‌دهد که به لژهای ماسونی در قلمروهای دیگر رفته و تحت یک رابطه حسنه با برادران ماسون خود دیدار کنند. چنین رابطه‌ای در قلمرو لژهای بزرگی که به رسمیت شناخته نشده‌اند وجود نداشته و بر قراری رابطه حسنه با آن‌ها خلاف محسوب می‌شود.
علاوه بر این، به جز چند استثنا، در آمریکای جنوبی هیچ لژ بزرگی توسط لژهای بزرگ آمریکا یا لژ بزرگ انگلستان به رسمیت شناخته نشده و مودتی بین آن‌ها با لژهای مذکور برقرار نیست. بزرگترین لژ بزرگ بین قاره‌ای مربوط به گراند اوریان فرانسه یا شرق اعظم است.
باوجود اتحاد لژ بزرگ انگلستان، لژ بزرگ ایرلند و لژ بزرگ اسکاتلند، عموم کشورهای قاره اروپا در محدوده‌های جغرافیایی استانی و کشوری بیش از یک لژ بزرگ دارند. از لحاظ تاریخی در ایالات متحده آمریکا در هر ایالت دارای یک حکومت محلی، یک لژ بزرگ به رسمیت شناخته شده وجود دارد. امروزه لژهای بزرگ به دو دسته موسوم به مسیر اصلی (mainstream) و پرنس هال (Prince Hall) تقیسم می‌شوند. همه لژهای (mainstream) آمریکا یکدیگر را به سمیت شناخته و اکثر لژهای (Prince Hall) نیز همتایان خود را به رسمیت شناخته‌اند.
لژهای پرنس هال (Prince Hall) درآمریکا تحت تأثیر پدیده نژادپرستی تأسیس شده و اعضای آن ترکیبی از سیاه و سفید پوست هستند. دلایل فلسفی منتهی به ایجاد این دست از لژها، یکی از عوامل عدم به رسمیت شناختن لژهای پرنس هال از سوی دیگر لژها است. با این وجود طی زمان رشد و به رسمیت شناخته شدن این لژها در آمریکا و دیگر کشورهای دیگر گسترش یافته که از آن جمله می‌توان به تأسیس یکی از لژهای پرنس هال در نزدیکی یک پادگان نظامی آمریکا در سال ۱۹۹۰، و برقراری مودت و رابطه دوستانه این لژ و دیگر لژها اشاره کرد.

### ارتباط با سایر نهادهای وابسته به فراماسونری
نهادهای مربوط به فراماسون‌های پذیرفته شده همچون رایت اسکاتلندی (Scottish Rite) و شراین (Shriners) و سازمانهایی از این دست، هرچند که به صورت مستقیم به لژهای بزرگ پاسخ گو نبوده و به امور دیگری از طریقت ماسونی می‌پردازند، اما این نهادها لژ بزرگ را به عنوان یک مرجع ضروری برای هماهنگی امور ماسونی قبول داشته و در محدوده قلمر لژ بزرگ آن را محترم می‌شمارند.

## لژ بزرگ در ایران
پیش از پیروزی انقلاب اسلامی در سال ۱۹۷۹، جعفر شریف‌امامی با هدف یکپارچه کردن جامعه ماسونی ایران، لژهای گوناگون در سراسر ایران، ازجمله ۱۴ لژ اسکاتلندی ۱۰ لژ فرانسوی و ۳ لژ آلمانی را یک جاجمع کرده و در تاریخ ۱ مارس ۱۹۶۹ موجودیت لژ بزرگ ایران را اعلام کرد. تعداد لژهای تحت فرمان لژ بزرگ ایران تا اواخر دهه ۱۹۷۰ به ۴۳ عدد با ۱۵۰۰ عضو رسیده بود.

## لژ بزرگ ایران پس از انقلاب
در پی پیروزی انقلاب اسلامی بسیاری از فراماسون‌ها یا اعدام شدند یا از ایران مهاجرت کردند. ماسون‌های ایرانی مقیم آمریکا، اروپا و کانادا در نوامبر ۱۹۸۲ طی نامه از جعفر شریف‌امامی خواستند که فعالیت لژ بزرگ ایران در خارج از کشور ادامه یابد. این درخواست در ۲۲ دسامبر پذیرفته شده و پس از برپایی جلسه‌ای در لژ بزرگ نیویورک، شریف امامی حسین دفتریان را به عنوان دبیر و معاون استاد اعظم لژ بزرگ ایران انتخاب کرد. دفتریان یک سال بعد به عنوان استاد اعظم لژ بزرگ ایران (در تبعید) انتخاب شد. این لژ هم‌اکنون در بوستن ایالات ماساچوست آمریکا مشغول فعالیت است.

## فهرست لژهای بزرگ
فهرست لژهای بزرگ ماسونی، صرف نظر از به رسمیت شناخته شدن یا شناخته نشدن آن‌ها وجود دارد.